# Вильоро, Луис
Луис Вильоро Торансо (исп. Luis Villoro Toranzo; 3 ноября 1922, Барселона, Испания — 5 марта 2014, Мехико, Мексика) — мексиканский философ, исследователь, профессор и дипломат испанского происхождения. Считался одним из самых выдающихся мыслителей Мексики.
С 1983 по 1987 год он был делегатом Мексики в ЮНЕСКО. Опубликовал более десяти книг в период с 1950 по 2007 год. На склоне лет играл заметную роль в Сапатистской армии национального освобождения (САНО) не только как один из идеологических вдохновителей, но и выполняя различные поручения. Он был братом юриста Мигеля Вильоро Торансо, а также отцом писателя Хуана Вильоро и писательницы Кармен Вильоро.

## Биография
Луис Вильоро родился в Барселоне 3 ноября 1922 года в семье каталонского врача Мигеля Вильоро и мексиканки Марии Луизы Торансо из Сан-Луис-Потоси. Получил докторскую степень по философии на факультете философии и литературы Национального автономного университета Мексики (UNAM). В 1948 году он начал работать в качестве профессора на том же факультете. Сыграл важную роль в основании группы Hiperión, как прямой ученик Хосе Гаоса. Был исследователем в Институте философских исследований с 1971 года и членом El Colegio Nacional с 1978 года. 
Луис Вильоро был почётным научным сотрудником UNAM, где получил степень бакалавра гуманитарных наук, а затем степень магистра и доктора философии. За время учёбы в университете он занимал различные должности, в том числе личного секретаря ректора Игнасио Чавеса, члена Совета управляющих UNAM, профессора факультета философии и литературы и Института философских исследований.
В декабре 1986 года он получил Национальную премию в области науки и искусства в области истории, социальных наук и философии. В 1989 году он был удостоен Национальной университетской премии за исследования в области гуманитарных наук. 19 октября 1989 года он был назначен почётным научным сотрудником Института философских исследований. Он был членом Консультативного совета по науке при Президенте Республики.
Он получил почётную докторскую степень от Университета Мичоакана в Сан-Николас-де-Идальго (2002), Институт философских исследований которого носит его имя, а также от Автономного столичного университета (2004), в основании которого принимал участие. В сентябре 2007 года он был избран почётным членом Мексиканской академии языка.
Он также занимал должность президента Мексиканской философской ассоциации. Он был послом Мексики в ЮНЕСКО и директором издания «Revista de la Universidad». Кроме того, активно занимался политикой, сотрудничая с различными левыми оппозиционными движениями и партиями.
В последние годы жизни он был активистом САНО (Сапатистской армии национального освобождения). Примерно в 2005 году он стал членом Повстанческого движения коренных народов, выполняя обязанности «часового на одном из постов охраны на окраинах границы с сапатистами, то есть по всей Мексике». Он выполнял поручения сапатистов втайне даже от друзей и семьи, и о его сотрудничестве с движением сопротивления народов юго-восточной Мексики стало известно в полной мере только благодаря заявлению самого субкоманданте Галеано (Маркоса). Позднейшие философские работы Вильоро открыто демонстрируют сочувствие делу коренных народов, их борьбе за самоопределение и автономное управление своими ресурсами — например, книга «Множественное число, множественное число культур» (Estado plural, pluralidad de culturas).
5 марта 2014 года он умер в возрасте 91 года от дыхательной недостаточности (остановки дыхания). 

## Мысль

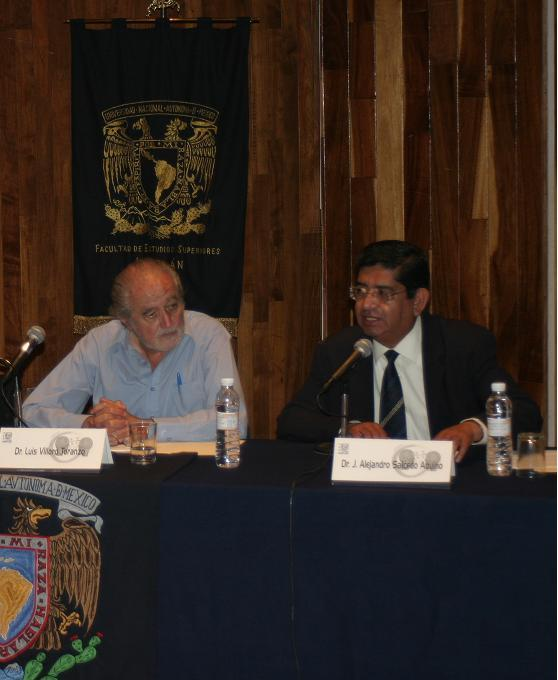
Вильоро с коллегой-философом Алехандро Сальчедо Акино

Основные темы философии Луиса Вильоро: метафизическое понимание инаковости, пределы и возможности разума, связь между знанием и властью, поиск единения с другими, этическая рефлексия по поводу несправедливости, уважение к культурным различиям и критическое измерение философской мысли. Его долгую интеллектуальную карьеру можно разделить на три этапа: первый этап частной, или исторической, философии, второй этап универсальной, или теоретической, философии и третий этап «синтеза», или практической философии.
Среди рассматриваемых им тем Вильоро посвятил несколько текстов изучению философии коренных народов, учению Людвига Витгенштейна и Рене Декарта, а также размышлениям о молчании и тишине. Он также провёл важное исследование индихенизма в Мексике, анализировал мексиканскую «революцию за независимость» и предложил концепцию многонационального государства в соответствии с мультикультурным характером страны. После восстания САНО в 1994 году он много размышлял о расширении демократии.

## Архив Луиса Вильоро
В библиотеке Института философских исследований  Национального университета Мексики (UNAM) можно ознакомиться с документальной коллекцией, которая ранее была личным архивом Луиса Вильоро. Аналогичным образом, в библиотеке «El Ateneo de la Juventud» философского сообщества (факультет и Институт философских исследований) Университета Мичоакана в Сан-Николас-де-Идальго хранится «Коллекция Вильоро», основанная на пожертвованиях личной библиотеки философа и насчитывающая более 6000 томов.